# Спіну
Спіну (рум. Spinu) — село у повіті Вилча в Румунії. Входить до складу комуни Перішань.
Село розташоване на відстані 170 км на північний захід від Бухареста, 31 км на північ від Римніку-Вилчі, 127 км на північ від Крайови, 98 км на захід від Брашова.

## Населення
За даними перепису населення 2002 року у селі проживали 497 осіб, усі — румуни. Усі жителі села рідною мовою назвали румунську.